# Estadificación
En medicina, estadificación (o estadiaje) es la acción y efecto de estadificar, es decir, de determinar la extensión y gravedad de una enfermedad, en especial de la enfermedad cancerosa. Procede del verbo inglés to stage.
Una vez que un tipo de cáncer se ha diagnosticado, se deben realizar una serie de pruebas complementarias para saber si las células cancerosas se han extendido a otras partes del cuerpo (metástasis). A este conjunto de pruebas se les llama estadificación o estudio de extensión. Para planificar el tratamiento de un cáncer, el médico o cirujano necesita conocer la etapa o estadio de la enfermedad. La etapa es la cuantificación de la extensión del cáncer en el cuerpo o el tamaño del cáncer. Cada cáncer, dependiendo del órgano de origen, tiene su propio sistema de estadificación. El sistema de estadificación más utilizado es el TNM, que hace referencia al tumor o tamaño tumoral primario (T), a la afectación de ganglios linfáticos regionales o nodos linfáticos (N), y la presencia de diseminación a distancia del tumor primario o metástasis (M).